# Sam Maunder
Samuel John L. Maunder (Exeter, Inglaterra, 22 de marzo de 2000), más conocido como Sam Maunder, es un jugador profesional inglés de rugby que se desempeña en la posición de medio scrum.

## Carrera
En 2018 comenzó su carrera deportiva con el equipo Exeter Chiefs, donde lleva jugando seis temporadas. También fue parte de la selección inglesa sub-20 (2019-2020).